# Ignaz von Plener

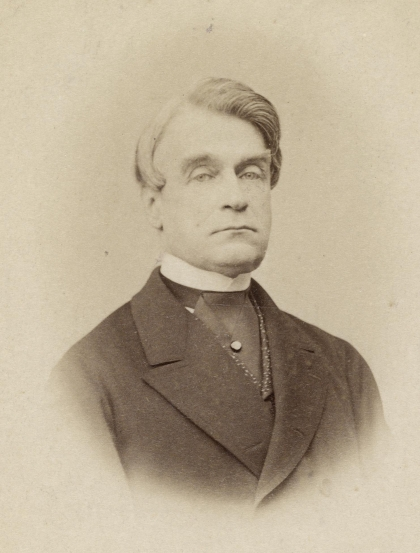
Ignaz Freiherr von Plener

Ignaz Freiherr von Plener (* 21. Mai 1810 in Wien; † 17. Februar 1908 ebenda) war ein österreichischer Politiker, Minister und Ministerpräsident.

## Leben
Ignaz von Plener war der Sohn des k.k. Hofsekretärs der allgemeinen Hofkammer und späteren Sektionsrats Ignaz Plener (1785–1863) und dessen Ehefrau Augusta geb. Mikos von Tarrodháza (1787–1875). Seine Schwester Auguste (* 1812; † 12. November 1870) heiratete den späteren Ministerpräsidenten Ludwig von Holzgethan. Per kaiserlichem Dekret vom 4. Mai 1856 war Ignaz Plener senior aus Anlass seiner Versetzung in den bleibenden Ruhestand sowie in Würdigung seiner 50jährigen dem Staate geleisteten Dienste, sowie des Umstandes, daß er im Jahre 1848, während der Octoberereignisse in Wien, mehreren Officieren das Leben gerettet hatte, als "Edler von Plener" in den erblichen österreichischen Adelsstand erhoben worden.
Ignaz Plener junior studierte 1827 bis 1833 Rechtswissenschaft an der Universität Wien und trat 1836 in den Staatsdienst ein. 1841 kam er als Finanzrat nach Eger, 1848 nach Prag, später nach Pest und 1851 als Landesfinanzdirektor nach Pressburg. 1857 wurde er, nach der Nobilitierung des Vaters nunmehr "Edler von Plener", als Landesfinanzdirektor nach Lemberg berufen. Er war wesentlich beteiligt an der Durchsetzung der neoabsolutistischen Steuerverwaltung in der Monarchie. 1859 kehrte er als Mitglied des Reichsrats nach Wien zurück, wo er sich für die parlamentarische Finanzkontrolle einsetzte.
Von 1860 bis 1865 war Plener österreichischer Finanzminister. Schon 1862 konnte er durch Sparpolitik und Reduzierung des Banknotenumlaufs einen ausgeglichenen Haushalt vorlegen. Damit schuf er die Grundlagen für den wirtschaftlichen Aufschwung der Gründerzeit. Er war beteiligt an der Ausarbeitung des Februarpatents und ab 1861 Mitglied des böhmischen Landtags. Er bekämpfte die absolutistische und föderalistische Politik von Ministerpräsident Richard Belcredi. Aus Protest gegen dessen Sistierung der Verfassung trat er 1865 zurück.
Für Plener war der Zentralismus lebensnotwendig, denn die Deutschen wollen und müssen es wollen, daß sie, weil in Böhmen sich in der Minorität befindend, mit den Deutschen der anderen Kronländer ein geeintes Ganze mittels des Central-Parlaments bilden, damit sie nicht im böhmischen Landtag ... aufgehen. Er sah in der deutschen (im heutigen Sprachgebrauch: deutschösterreichischen) Dominanz und der ungestörten Verbindung mit den Deutschböhmen und Deutschmährern eine elementare Voraussetzung für nationale Existenz und Stärke des „Austrodeutschtums“.
Im Bürgerministerium von 1867 bis 1870 war Plener Handelsminister. Sein besonderes Interesse galt dabei dem Ausbau des Eisenbahnsystems durch Konzessionierung vieler Privatbahnen, einer Reform der Großbanken, Einführung der Statistik und des Haftpflichtgesetzes, sowie der Neuorganisation der Handelskammern. vom 15. Jänner bis 1. Februar 1870 fungierte er übergangsweise als österreichischer Ministerpräsident.

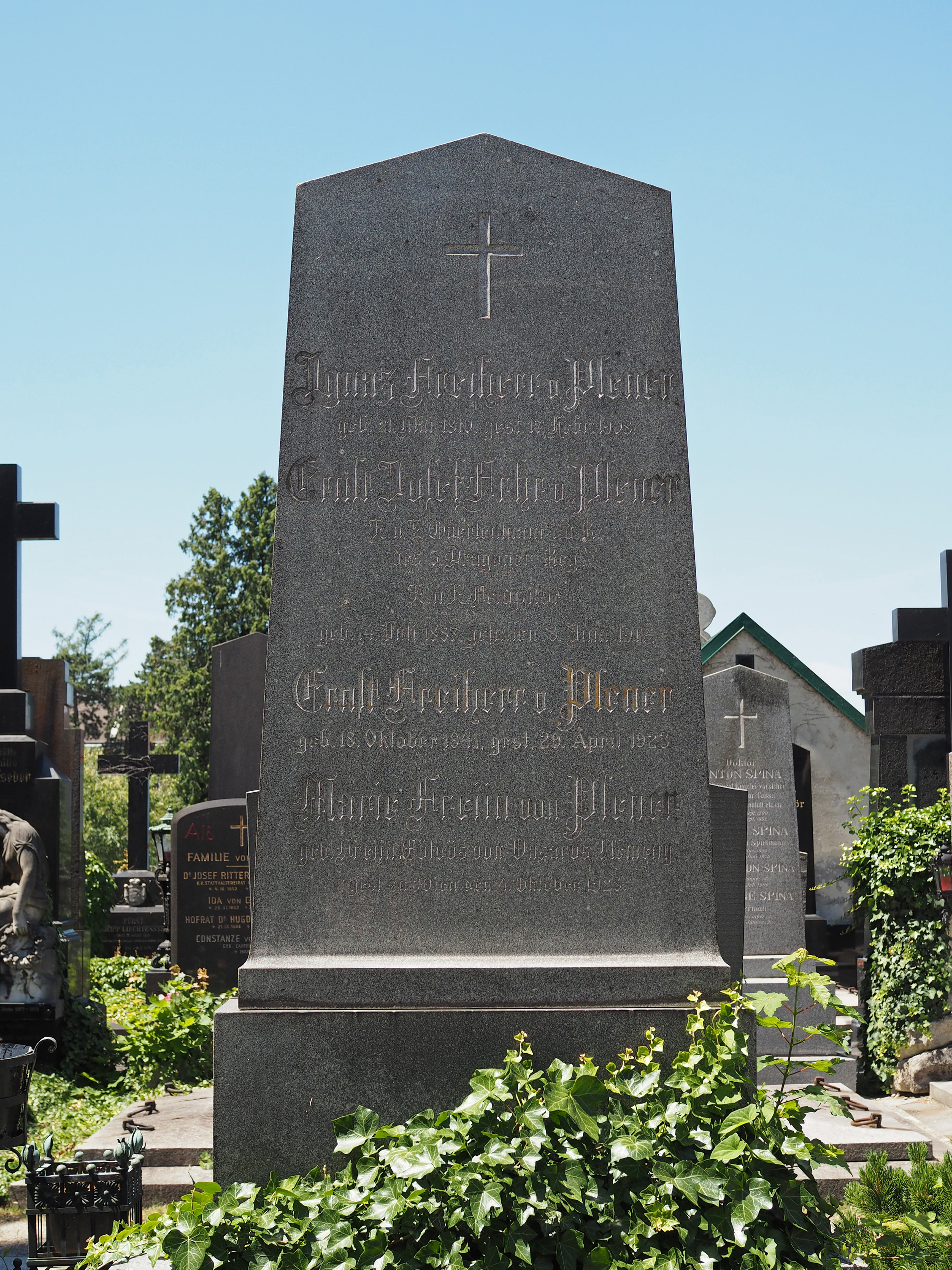
Grab von Ignaz von Plener auf dem Hietzinger Friedhof

Von 1873 bis zu seinem Lebensende war er für den konservativen Flügel der altliberalen „Verfassungspartei“ Abgeordneter des Herrenhauses. Politisch war er mit dem Lager des Liberalismus verbunden, wehrte sich aber lebhaft gegen die Abspaltung der Nationalliberalen wie überhaupt gegen den Vormarsch der Idee eines einheitlichen Reiches aller Deutschen  auf Kosten des durch die Habsburger dynastisch-historisch geprägten Staatsverständnisses.
Im Jahr 1888 wurde in Wien-Währing (18. Bezirk) die Plenergasse nach ihm benannt, 1907 wurde er in den erblichen Freiherrenstand erhoben.

## Familie
Freiherr von Plener fand seine letzte Ruhestätte in der Familiengruft auf dem Hietzinger Friedhof. Er war seit 1836 mit Paulina Anna Jakobina Leopoldina von Schuster (1812–?), Tochter des k.k. Staatsrats-Offizials Anton Ritter von Schuster, verheiratet. Auch sein Sohn Ernst von Plener wurde österreichischer Finanzminister, dann Rechnungshofpräsident.

## Wappen
Die Blasonierung des per Adelsdiplom vom 6. Juli 1856 anlässlich der Erhebung des Ignaz Plener (1785–1863) in den Adelsstand verliehenen Wappens lautet: 

„Quergetheilter Schild, oben in Blau ein goldener Stern, unten in Roth ein hohes silbernes aufrechtgestelltes Kreuz. Auf dem Schilde ruht ein goldgekrönter Turnierhelm, aus dessen Krone vier Straußenfedern emporwallen, deren mittlere rechte blau, mittlere linke golden, die äußere rechte silbern, die äußere linke roth ist. Die Helmdecken sind rechts blau mit Gold, links roth mit Silber belegt. Devise. Auf einem unter dem Schilde auf- und abwärts flatternden blauen Band in goldener Lapidarschrift die Worte: PLENUS FIDUCIAE IN HOC SIGNO.“